# 독일 르네상스
다음은 독일 르네상스에 관한 설명이다.
르네상스라고 하는 개념은 19세기의 스위스 역사가인 야콥 부르크하르트의 명저 <이탈리아 르네상스의 문화>(1860년)에 의하여 확립되었다. 여기에서는 그 제목에서 알 수 있듯이 이탈리아만이 전적으로 고찰의 대상이 되고 있어서, 알프스 이북의 독일이나 프랑스에 관해서는 언급되어 있지 않다. 다시 말해 적어도 부르크하르트의 시점(時點)에 있어서 르네상스는 이탈리아에만 인정할 수 있는 현상이었으며, 사람들이 북방 유럽에도 이와 평행적인 현상을 찾아보기 시작한 것은 그 이후의 일이라 할 수 있다.
오늘날에도 르네상스라 하면 이탈리아의 그것을 가리키는 일이 일반적이며, 북방 르네상스 혹은 독일 르네상스라고 하는 개념에는 많든 적든간에 이탈리아 르네상스의 그것을 편의적으로 적용하였다는 감이 강하다.
결국 독일에는 제일 먼저 이탈리아 르네상스 성립의 기반이 되는 고전 고대(그리스·로마)의 인문주의적 전통이 결핍되어 있으며, 따라서 르네상스의 본의(本義)인 그것의 '재생(再生)·부흥(復興)'은 원래 구할 수조차 없었던 것이다. 기타 도시국가의 형성과 국민적 의식의 각성 및 전제군주(그들은 또한 학문과 예술의 보호자이기도 하였다)의 출현 등 이탈리아에는 있었지만 독일에는 없었던 여러 조건이 겹쳐, 독일 르네상스는 성격적으로 보나 현상적으로 보나 이탈리아 르네상스와는 큰 차이점을 보이고 있다.
이것을 미술의 분야에 한정시켜 본다면 먼저 독일에 있어서 고딕식 예술의 뿌리깊은 전통, 환언하면 이탈리아에 있어서의 명쾌한 합리주의적·과학적인 정신의 결여를 들 수 있다. 물론 이 시대의 독일 미술에도 이탈리아 르네상스의 여러 성과의 이입(移入)이라는 형태로서, 또 부분적으로는 뒤에 보는 바와 같이 독일인 자신의 노력의 결과에 의하여 이탈리아적인 과학정신과 합리성, 즉 구체적으로 말하여 원근법과 비례의 이론이 다소나마 독일 미술속에 도입되고 있었다. 그러나 개략하여 전시대의 후기 고딕 예술의 표현주의적 혹은 정신주의적인 전통이 독일 르네상스의 거의 전반에 걸쳐 저류를 이루고 있었다고 하여도 무방하다.
또한 1517년 루터의 이른바 <95개 조항의 테제>에서 시작되는 종교개혁은, 미술의 분야에 있어서 직접적으로는 반드시 큰 영향을 미쳤다고 할 수는 없다 할지라도, 그 광범한 사회적·사상적인 의의 때문에 뒤러와 크라나흐 및 그뤼네발트 등 당대 대예술가들의 정신생활에, 더 나아가 그들의 창작활동에 준 영향은 결코 무시할 수 없다. 독일 르네상스의 발달은 물론 종교개혁 이전에까지 소급하지만, 그러나 적어도 그 종료는 종교개혁의 종언(終焉) 즉 반(反)종교개혁 시대의 시작(16세기 중엽)과 때를 같이 하고 있다고 하여도 좋을 것이다. 이 이후의 독일 미술은 30년 전쟁에 의한 국토의 황폐와 독일 특유한 정치적·경제적인 후진성 등으로 인하여, 전적으로 이탈리아나 프랑스의 예술에만 추종함으로써 일찍이 그들의 강렬한 개성과 힘있는 독창성은 그림자를 감추게 되어, 전체적으로 아류적(亞流的)인 성격이－거의 금세기 초두의 표현주의에 이르기까지 지배적이었던 것은 부인할 수가 없다. 그리고 독일의 르네상스가 시대적으로 어디서부터 어디까지를 포함하는가에 대해서는 일정한 정설이 없으므로 일단 여기에는 뒤러의 시대를 중심으로 하여, 15세기 중엽에서 홀바인의 죽음으로 끝나는 16세기 중엽까지의 약 1세기 동안이라고 하여둔다.
또한 지역에 대해서도 반드시 오늘날의 독일에 한정할 필요는 없고, 필요에 따라 오스트리아와 스위스도 포함한 독일어권 전체로 볼 수도 있다.

## 같이 보기
- 휴 트레버-로퍼